# (15022) Francinejackson
(15022) 1998 SM144 est un astéroïde de la ceinture principale découvert en 1998.

## Description
(15022) 1998 SM144 a été découvert le 20 septembre 1998 à l'observatoire de La Silla, au Chili, par Eric Walter Elst.

### Caractéristiques orbitales
L'orbite de cet astéroïde est caractérisée par un demi-grand axe de 2,41 UA, un périhélie de 1,98 UA, une excentricité de 0,18 et une inclinaison de 2,24° par rapport à l'écliptique. Du fait de ces caractéristiques, à savoir un demi-grand axe compris entre 2 et 3,2 UA et un périhélie supérieur à 1,666 UA, il est classé, selon la JPL Small-Body Database, comme objet de la ceinture principale.

### Caractéristiques physiques
(15022) 1998 SM144 a une magnitude absolue (H) de 15,5 et un albédo estimé à 0,054.